# Серхи Роберто
Серхи Роберто Карнисер (кат. Sergi Roberto Carnicer; Реус, 7. фебруар 1992) шпански је фудбалер каталонског порекла. Тренутно игра за Комо.

## Клупска каријера
Рођен у Реусу, Тарагони  у Каталонији, Серхи Роберто почео је да тренира фудбал у локалном клубу УЕ Бари Сантес Креус са осам година, 6 година касније стиже у Барселонину академију за младе, из комшијског клуба Гимнастик де Тарагона. У сезони 2009-10, са само 17 година, први пут се појавио у Барсиној резерви, доприневши са 29 наступа када се тим вратио у другу дивизију после 11 година.
Роберто је дебитовао за први тим, 10. новембра 2010, играјући у другом полувремену са 5-1 домаћини су победили Сеуту у такмичењу Купа краља (7-1 укупно ).  Двадесет седмог априла исте године он је наступао први пут у УЕФА Лиги шампиона, као замена Давида Виље у последњем минуту прве победе над Реал Мадридом од 2-0 у првом мечу  полуфинала такмичења.
Роберто се први пут појавио у Ла Лиги , 21. маја 2011, одигравши свих 90 минута  у утакмици која је заврршена победом од 3-1 против Малаге у последњем колу сезоне. Његов први старт за први тим био је 6. децембра  те године, против Бате Борисова у групној фази Лиге шампиона, док је менаџер Пеп Гуардиола одмарао је све своје стартере за надолазећи Ел Класико: у 35-ом минуту, започео  је бодовање у евентуалној победи домаћина од 4-0.
У свом тек трећем званичном појављивању за Барселонин први тим, 12. јануара 2012, Роберто је постигао свој други погодак,  помажући гостима да са леђа дођу до победе од 2-1 против Осасуне у домаћем купу (6-1 укупно). У истом такмичењу, 16. децембра 2014, умрежио је свој трећи погодак, доприносећи уништењу Уеске резултатом од 8-1 на Камп Ноу.
У сезони 2015-16, након што га је менаџер Луис Енрике поново поставио за играча и након неколико месеци након што је замало сматран вишком, Роберто се појавио као десни бек у неколико утакмица. У две узастопне утакмице против Атлетик  Билбаа у јануару 2016, једна за лигу и једна за Шпански куп, постављен је на другу позицију на месту повређеног Жордија Албе, играће на чак седам различитих позиција.
Роберто је, 20. августа, почео као десни бек и обезбедио две асистенције у поразу код куће резултатом од 6-2 против Бетиса у уводном мечу такмичења. Са исте позиције, 24. септембра,поново је са две асистенције допринео  резултату од  5-0 против клуба Спортинг Хихон.
Роберто је 8. марта 2017. године постигао коначни гол за Барселону у 95-ом минуту одлучујуће победе домаћина против Париз Сен Жермена у другој рунди 16. кола Лиге шампиона, чиме је Барселона била први клуб који је превазишао дефицит од 4 гола у такмичењу. Двадест другог фебруара 2018, продужио је свој уговор до 2022.
У тренутку повреде, за време првог полувремена Ел Класика ,6. маја 2018, Роберту је показан црвени картон након што је погодио Марсела, у евентуалном домаћем ремију од 2-2. Био је први избор десног бека током сезоне , чак  је био испред недавно потписаног играча Нелсона Семедоа, и његов тим је освојио државно првенство након једногодишњег чекања.

## Репрезентација
Недуго након дебија у Барселонином Б тиму, у октобру 2009. године Серхи Роберто добио је позив од Шпанске репрезентације за млађе од 17 година за  учешће у ФИФА Светском купу у Нигерији 2009. године. Пре него што га је заменио Хавијер Еспиноса у 88. минуту утакмице, постигао је хет-трик против Буркине Фасо на стадиону Сан Абрахам  у Кану. Шпанија је на крају завршила на трећем месту турнира, Роберто и Борха Бастон из Атлетико Мадрида, рачунали су сe за играче који су постигли  свих осам голова за тим.
Роберто је дебитовао, у тиму за младе испод 21 године, 5. септембра 2013, играјући у последњим минутима утакмице која је завршена победом од 2-0 у Лугу против Џорџије, 2013. године у квалификацијама за УЕФА Европско првенство до 21 године. Први позив за сениорски тим добио је у марту 2016. године за пријатељску утакмицу против Румуније и Италије. Његов деби био је у некадашњем мечу двадесетседмог кола, који је започео у утакмици са нерешеним резултатом 0-0 у Клуж-Напоки.

## Стил игре
Серхи Роберто претежно игра на месту одбрамбеног играча, али изванредно игра и у везном реду. За време менаџера Луиса Енрикеа у сезони 2015-16, играо је на седам различитих позиција у Барселони. Његова свестраност, у комбинацији са његовим темпом, снагом  ригорозном радном навиком и прецизним преласком,на основу чега је стекао похвале менаџера који је рекао:“ У тиму као што је наш, осим на голу, могао би да игра на било којој позицији,а то није изненађење. Најтежа ствар је то урадити добро на целом терену, а Сержи Роберто то ради". Најбоље може да се користи као играч који може да одузме лопту противнику и да крене у напад.

## Приватан живот
Серхи Роберто је 2014. започео везу са израелским моделом  Корал Симанович ( пасторком Пнине Росенблум). Верили су се почетком септембра, а венчали су се у Тел Авиву 30. маја 2018. Прво дете овог пара, Каја, рођена је осмог новембра 2019. Робертова мама, Марија Роса Карнисер, преминула је у децембру 2019, годину дана након што јој је дијагностикована амиотрофична латерална склероза.

## Статистика
Клубови:
| Клуб            | Сезона          | Лига             | Лига     | Лига   | Куп краља | Куп краља | Европа   | Европа | Остало   | Остало | Укупно   | Укупно |
| Клуб            | Сезона          | Дивизија         | Утакмице | Голови | Утакмице  | Голови    | Утакмице | Голови | Утакмице | Голови | Утакмице | Голови |
| Барселона Б     | 2009-10         | Друга дивизија Б | 29       | 0      | -         | -         | -        | -      | -        | -      | 29       | 0      |
| Барселона Б     | 2010-11         | Друга дивизија   | 26       | 2      | -         | -         | -        | -      | -        | -      | 26       | 2      |
| Барселона Б     | 2011-12         | Друга дивизија   | 28       | 4      | -         | -         | -        | -      | -        | -      | 28       | 4      |
| Барселона Б     | 2012-13         | Друга дивизија   | 23       | 1      | -         | -         | -        | -      | -        | -      | 23       | 1      |
| Барселона Б     | Укупно          | Укупно           | 106      | 7      | -         | -         | -        | -      | -        | -      | 106      | 7      |
| Барселона       | 2010-11         | Ла Лига          | 1        | 0      | 1         | 0         | 1        | 0      | 0        | 0      | 3        | 0      |
| Барселона       | 2011-12         | Ла Лига          | 1        | 0      | 2         | 1         | 1        | 1      | 0        | 0      | 4        | 2      |
| Барселона       | 2012-13         | Ла Лига          | 1        | 0      | 3         | 0         | 1        | 0      | 0        | 0      | 5        | 0      |
| Барселона       | 2013-14         | Ла Лига          | 17       | 0      | 6         | 0         | 4        | 0      | 0        | 0      | 27       | 0      |
| Барселона       | 2014-15         | Ла Лига          | 12       | 0      | 4         | 2         | 2        | 0      | -        | -      | 18       | 2      |
| Барселона       | 2015-16         | Ла Лига          | 31       | 0      | 6         | 0         | 8        | 1      | 4        | 0      | 49       | 1      |
| Барселона       | 2016-17         | Ла Лига          | 32       | 0      | 6         | 0         | 8        | 1      | 1        | 0      | 47       | 1      |
| Барселона       | 2017-18         | Ла Лига          | 30       | 1      | 8         | 0         | 8        | 0      | 2        | 0      | 48       | 1      |
| Барселона       | 2018-19         | Ла Лига          | 29       | 0      | 6         | 1         | 9        | 0      | 0        | 0      | 44       | 1      |
| Барселона       | 2019-20         | Ла Лига          | 22       | 1      | 2         | 0         | 4        | 0      | 1        | 0      | 29       | 1      |
| Барселона       | Укупно          | Укупно           | 176      | 2      | 44        | 4         | 46       | 3      | 8        | 0      | 274      | 9      |
| Укупна каријера | Укупна каријера | Укупна каријера  | 282      | 9      | 44        | 4         | 46       | 3      | 3        | 0      | 380      | 16     |

Репрезентација:
| Национални тим | Година | Утакмице | Голови |
| Шпанија        | 2016   | 3        | 1      |
| -------------- | ------ | -------- | ------ |
| Шпанија        | 2018   | 2        | 0      |
| Шпанија        | 2019   | 2        | 0      |
| Укупно         | Укупно | 7        | 1      |

Голови за репрезентацију:
| #  | Датум        | Место одржавања | Противник   | Постигнуће | Резултат | Такмичење                                      |
| -- | ------------ | --------------- | ----------- | ---------- | -------- | ---------------------------------------------- |
| 1. | 5. септембар | Леон Шпанија    | Лихтенштајн | 2-0        | 8-0      | Квалификације за ФИФА Светски куп 2018. године |

## Награде

### Клуб

#### Барселона[38]
- Ла Лига: 2010−11, 2012−13, 2014−15, 2015−16, 2017−18, 2018−19, 2022−23
- Куп краља: 2011−12, 2014−15, 2015−16, 2016−17, 2017−18, 2020−21
- Супер куп Шпаније: 2010, 2011, 2013, 2016, 2018, 2022/23
- УЕФА Лига шампиона: 2010−11, 2014−15
- УЕФА Супер куп: 2011, 2015
- ФИФА Светски клупски куп: 2011, 2015

### Репрезентација

#### Шпанија испод 17 година
- ФИФА Светски куп за испод 17: Треће место 2009

### Појединачно
- УЕФА Лига шампиона Продор XI: 2016[39]
- Каталонски фудбалер године: 2016-17[40]